# Mecosta
Mecosta est un village du Comté de Mecosta, dans l'État américain du Michigan.
Sa population était de 440 habitants au recensement de 2000. Contrairement à ce qu'évoque son nom, le village n'est pas dans le Carton de Mecosta mais bien dans le Carton de Morton. Mecosta fut le lieu de domicile de l'intellectuel conservateur Russell Kirk.

## Géographie
Selon le Bureau du recensement des États-Unis, le village a une superficie totale de 3,0 km².

## Démographie
Selon le recensement de 2000, il y a 440 habitants, 167 foyers, et 112 familles qui résideraient dans le village. La densité de population est de 149.0/km². Il y a 200 habitations avec une densité moyenne de 67,7 habitations/km². La composition raciale du village est de 88,18 % de Blancs, 2,27 % d'Afro-américains, 0,45 % de Natifs américains, 1,36 % d'autres races, et 7,73 % de deux or plusieurs races. Les Hispaniques représenteraient 2,73 % de la population.